# Nicholson Baker
Nicholson Baker (ur. 7 stycznia 1957 roku w Rochester, w stanie Nowy Jork) – pisarz amerykański skupiający się na przedstawianiu strumienia świadomości. Znany jest też ze swojej walki o ratowanie starych książek i czasopism, które zastępowane są w bibliotekach mikrofilmami.
Najbardziej cenione jego powieści to The Mezzanine, Vox oraz A Box of Matches.
The Mezzanine: młody pracownik biurowy rozmyśla i wspomina w windzie biurowca w drodze do pracy.
Vox: opowiada o sesji telefonicznego seksu między dwójką samotnych młodych ludzi. Monica Lewinsky podarowała jeden egzemplarz tej książki Billowi Clintonowi.
A Box of Matches: poranne refleksje i wspomnienia narratora w średnim wieku, dotyczące głównie życia rodzinnego.
To nurt Joyce’a i Butora.

## Powieści
- The Mezzanine: A Novel (1988)
- Room Temperature: A Novel (1990)
- Vox: A Novel (1992)
- The Fermata (1994)
- The Everlasting Story of Nory: A Novel (1998)
- A Box of Matches: A Novel (2003)
- Checkpoint (2004)
- The Anthologist (2009)
- House of Holes (2011)